# 格拉纳达迷迭香
格拉納達迷迭香（學名：Salvia granatensis）是唇形科（Lamiaceae）鼠尾草屬（Salvia）的多年生草本植物，分佈於西班牙格拉納達地區。
本物種原名絨毛迷迭香（Rosmarinus tomentosus），屬迷迭香屬（Rosmarinus），2017年隨迷迭香屬合併至鼠尾草屬。